# باگونال موهره
باگونال موهره (به انگلیسی: Baggonal Mohra) یک روستا در پاکستان است که در اسلام‌آباد واقع شده‌است. باگونال موهره ۱۰۸٬۷۸۴ نفر جمعیت دارد و ۴۵۵ متر بالاتر از سطح دریا واقع شده‌است.